# Ranilia muricata
Ranilia muricata är en kräftdjursart som beskrevs av H. Milne Edwards 1837. Ranilia muricata ingår i släktet Ranilia och familjen Raninidae. Inga underarter finns listade i Catalogue of Life.